# Festival international du film de Durban
 (juillet 2023).
Si vous disposez d'ouvrages ou d'articles de référence ou si vous connaissez des sites web de qualité traitant du thème abordé ici, merci de compléter l'article en donnant les références utiles à sa vérifiabilité et en les liant à la section « Notes et références ».
Le Festival international du film de Durban,,, (Durban International Film Festival, ou DIFF) est un festival annuel du film qui se déroule à Durban, dans la province du KwaZulu-Natal, en Afrique du Sud. La première édition s'est tenue en 1978.